# Erich Friderici

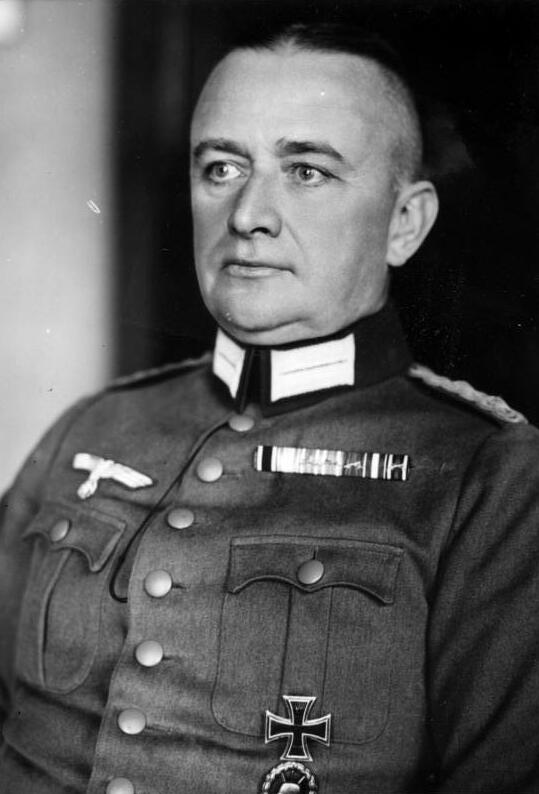
Erich Friderici als Oberst, 1939

Erich Friderici (* 21. Dezember 1885 in Timmendorf (Kreis Pleß); † 19. September 1964 in Garmisch-Partenkirchen) war ein deutscher General der Infanterie im Zweiten Weltkrieg.

## Familie
Sein Vater Hermann war Pächter einer Domäne. Erst mit neun Jahren ging Erich Friderici in die Fürstenschule in Pleß, nachdem seine Mutter Gertrude ihn zunächst zu Hause unterrichtet hatte. Im Alter von 12 Jahren wechselte er ins sächsische Kadettenkorps in Dresden. Anfang 1919 heiratete Friderici Elfriede Hüther, Tochter eines Generalmajors, deren erster Mann gefallen war. Im Jahr 1921 wurde seine Tochter Ursula geboren.

## Militärdienst bis zum Ersten Weltkrieg
Er trat am 8. März 1905 als Fähnrich in das Infanterie-Regiment „Großherzog Friedrich II. von Baden“ (4. Königlich Sächsisches) Nr. 103 ein. Nach der Kommandierung an die Kriegsschule in Neiße vom 26. April bis 22. Dezember 1905 wurde er am 15. Januar 1906 zum Leutnant in seinem Regiment befördert. Es folgte in den Jahren 1909 und 1910 Kommandierungen zur Gewehrfabrik Spandau sowie an die Militär-Turnschule. Am 24. September 1910 wurde Friderici als Erzieher in das sächsische Kadettenkorps versetzt. Von dort kam er am 1. Oktober 1913 als Oberleutnant (seit 19. März 1913) zurück ins Infanterie-Regiment Nr. 103 und wurde dort als Regimentsadjutant verwendet.

## Erster Weltkrieg
Kurz nach Ausbruch des Ersten Weltkriegs wurde Friderici an der Westfront verwundet. Nach seiner Wiedergenesung beauftragte man Friderici am 30. September 1914 mit der Führung der MG-Kompanie seines Regiments. Mit seiner MG-Kompanie war er in Nordfrankreich an der Aisne an Stellungskämpfen beteiligt. Am 27. Januar 1915 wurde Erich Friderici Hauptmann. Er wurde nun als Kompaniechef in seinem Regiment eingesetzt. Ab Sommer 1916 wurde er als Adjutant in der 63. Infanterie-Brigade verwendet. Ab Frühjahr 1917 erfolgte seine Generalstab-Ausbildung. Von Herbst 1917 an wurde Friderici in den verschiedensten Generalstäben an der Westfront eingesetzt.

## 1919–1939
Nach dem Krieg wurde er als Hauptmann in die Reichswehr übernommen. Dabei kam er in das Reichswehrministerium nach Berlin und wurde dort bis 1923 als Referent eingesetzt. Ab 30. Oktober 1923 war er Chef der 3. Kompanie vom 6. Infanterie-Regiment in Schwerin. Seine Kompanie wurde in Sachsen gegen Kommunisten, der so genannten Reichsexekution gegen den Freistaat Sachsen, eingesetzt. Einzelheiten scheinen nicht bekannt zu sein. Am 1. April 1925 wurde er zum Major befördert. Ab dem 1. Oktober 1925 wurde er im Stab vom Infanterieführer II in Schwerin eingesetzt. Am 1. Februar 1927 erfolgte seine Versetzung in den Stab der 4. Division in Dresden. Dort war Oberstleutnant Ludwig Beck, später Chef des Generalstabs des Heeres, Chef des Stabes. Er arbeitete im Stab auch mit Hauptmann Erich von Manstein, denn er bereits seit 1909 kannte, zusammen. Ab dem 1. November 1928 war er Kommandeur des III. Bataillons vom 1. (Preußisches) Infanterie-Regiment in Gumbinnen. 1929 wurde er einen Monat in ein schwedisches Infanterie-Regiment abkommandiert. Am 1. Februar 1930 wurde er zum Oberstleutnant befördert. Es folgte seine Versetzung in den Regimentsstab vom 11. (Sächsisches) Infanterie-Regiment in Leipzig am 1. November 1930. Am 1. Oktober 1931 wurde er zum Regimentskommandeur ernannt. Seine Beförderung zum Oberst erfolgte am 1. Dezember 1932. Am 1. Oktober 1933 wurde er zum Kommandanten von Leipzig ernannt. Am 1. Oktober 1934 wurde Friderici als Kommandant von Leipzig auch zum Divisionskommandeur, der späteren 14. Infanterie-Division, gemacht. Am 1. Mai 1935 wurde er zur Verfügung des Oberbefehlshabers des Heeres gestellt. Am 1. Oktober 1935 wurde er unter gleichzeitiger Beförderung zum Generalmajor zum Militärattaché für Ungarn und Bulgarien mit Sitz in Budapest ernannt. Vorher wurde er einen Monat bei der bulgarischen Armee eingewiesen. Er war an Bemühungen zu Rüstungslieferungen zu günstigen Konditionen an Bulgarien beteiligt. Im Herbst 1937 wurde er ins Reich abberufen. Am 1. Oktober 1937 wurde er zum Generalleutnant befördert. Am 12. Oktober 1937 erfolgte die Ernennung zum Kommandeur der 17. Infanterie-Division. Er führte diese Division beim Anschluss Österreichs an das Deutsche Reich im März 1938. Seine Division besetzte Linz und Umgebung und wurde erst Ende 1938 zurück in ihre alten Kasernen verlegt. Am 1. April 1939 wurde er Wehrmachtbevollmächtigter beim Reichsprotektor Böhmen und Mähren und gleichzeitig zum Kommandierenden General des Wehrkreises Böhmen und Mähren mit Sitz in Prag ernannt. Am 20. April 1939 erfolgte die Beförderung zum General der Infanterie. Als Wehrmachtbevollmächtigter beim Reichsprotektor Böhmen und Mähren war er direkt dem Chef des OKW, Generaloberst Wilhelm Keitel, unterstellt. Als solcher war er für die Abwicklung der tschechischen Regierungstruppe (als Chef des Deutschen Verbindungsstabes bei der Regierungstruppe des Protektorats Böhmen und Mähren), allgemeine Standortfragen, Wehrpropaganda, wehrwirtschaftliche Fragen und diverse andere Aufgaben zuständig. Im Juli legte er die Denkschrift Das Tschechische Problem vor. Er plädierte darin für die totale Auflösung der tschechischen Gesellschaft. Dieses „Endziel“ wollte er u. a. durch zwangsweises Auswandern der tschechischen Intelligenz und „Absorbierung im großdeutschen Raum“ erreichen. Seine Denkschrift war im Stil der nationalsozialistischen Theorien gehalten. In ihr dehnte er seine Kompetenzen weit über die tatsächlichen Aufgaben hin aus. In der Realität war er bald in einen Machtkampf mit der Zivilverwaltung und der SS verstrickt.

## Zweiter Weltkrieg
Helmuth Groscurth, ein Offizier der Abwehr, vermerkte im November 1939 in sein Tagebuch:

„Neue Zwischenfälle in Prag zwischen Wehrmacht und Polizei. Friderici benimmt sich mehr als schlapp. Anderes war von ihm nicht zu erwarten.“

 Als es zu heftigen Studentenprotesten in Prag kam, wurde Friderici mit Reichsprotektor Konstantin von Neurath und seinem Staatssekretär Karl Hermann Frank am 15. November 1939 zu Adolf Hitler befohlen. Danach verschärfte sich das Vorgehen der deutschen Behörden. Innerhalb der deutschen Behörden kam es, insbesondere mit Frank, welcher nicht nur Staatssekretär des Reichsprotektors war, sondern gleichzeitig Höheren SS- und Polizeiführer (HSSPF) von Böhmen und Mähren, zu ständigen Reibereien, was sich auf den Gesundheitszustand von Friderici auswirkte. Der behandelnde Arzt attestierte Anfang Juli 1941, „überarbeitet, abgespannt, nervös, gereizt, nicht mehr voll leistungsfähig“. Nach einem Höhepunkt von Sabotageakten und Brandstiftungen entließ Hitler im September 1941 Neurath und ließ Friderici abberufen. Beides scheint auf Betreiben von Frank geschehen zu sein. Friderici wurde in die Führerreserve versetzt. Er beschwerte sich in einem persönlichen Brief bei Generalfeldmarschall Wilhelm Keitel über diese Versetzung. Im Brief beklagte er sich, dass er Opfer einer Intrige geworden sei. Er betonte seine eigene Härte im Vorgehen gegenüber Saboteuren. Generaloberst Fromm, Chef der Heeresrüstung und Befehlshaber des Ersatzheeres, ging in seiner Beurteilung von Friderici vom 15. November 1943 wie folgt auf die Absetzung ein:

„In der Führung des Wehrkreises Böhmen und Mähren in früheren Zeiten durchaus bewährt und dort nur entfernt wegen des Wechsels in der politischen Leitung, hat er die Vertretung im Wehrkreis XX ohne Beanstandungen wahrgenommen.“

Ende Oktober 1941 wurde er in Vertretung von Karl von Roques, welcher sich in Kur befand, zum Befehlshaber des Rückwärtigen Heeresgebietes bei der Heeresgruppe Süd in der Sowjetunion ernannt. Anfang 1942 war er im Böhmen und Mähren für Neuaufstellung der 387. und 389. Infanteriedivision zuständig. Nach einer einmonatigen Kur wurde Friderici am 15. Juni 1942 zum Kommandierenden General der Sicherungstruppen und Befehlshaber im Heeresgebiet Süd ernannt. In einer Beurteilung von Friderici durch Generalfeldmarschall Erich von Manstein, Kommandeur der Heeresgruppe Süd vom 1. April 1943 steht:

„Persönlichkeit mit festem Willen und klarer Urteilskraft. Geistig und körperlich frisch und beweglich. Einwandfreie national-sozialistische Haltung. Kann schwächere Naturen durch Betonung seines Selbstbewusstseins und seiner geistigen Überlegenheit manchmal verprellen.“

 Manstein befürwortete die Übernahme eines Armeekorps durch Friderici. Wegen der fehlenden Erfahrung in der Führung von Kampfverbänden sollte er an einer ruhigen Front eingesetzt werden. Als im September 1943 die Militärverwaltung der besetzten Gebiete aufgelöst wurde, erfolgte die Versetzung in die Führerreserve. Friderici übernahm nacheinander die Stellvertretenden Wehrkreiskommandos XX (Danzig und Westpreußen) und XVII (Wien). Während dieser Zeit beteiligte er sich an der Ausarbeitung des Taschenbuches für Kompanieführer. Am 1. Juli 1944 wurde er zum Befehlshaber des Sonderstabes IV im OKH ernannt. Der Sonderstab IV diente als Auffangorganisation für die Soldaten von Einheiten, die bei der Sommeroffensive der Roten Armee (Operation Bagration) im Juni 1944 zerschlagen worden waren. Ferner sollten in den rückwärtigen Einheiten der 9. Armee nach kampffähigen Männer durchkämmt werden. Die Soldaten sollten in noch einsatzfähige Kampfeinheiten eingegliedert werden. Nach der erfolgreichen Arbeit des Sonderstab IV im Sommer und Herbst 1944 wurde dieser auch an anderen Frontabschnitten als Auffangorganisation eingesetzt. Friderici verfasste während dieses Kommandos für das OKH Berichte und Verbesserungsvorschläge zur organisatorischen Restrukturierung von Einheiten. Im März 1945 wurde Friderici mit dem Deutschen Kreuz in Silber ausgezeichnet. Generaloberst Heinz Guderian erwähnte dabei lobend die energische und tatkräftige Führung des Sonderstabs IV. Dem persönlichen Eingreifen von Friderici sei zu verdanken, dass „tausende von Soldaten und wertwolles Gerät für die kämpfende Truppe freigemacht wurden“. Am 8. Mai 1945 geriet er in Kriegsgefangenschaft, aus der er 1947 entlassen wurde.

## Nach Kriegsende
Friderici wurde anscheinend niemals wegen seines Kommandos als Befehlshaber des Rückwärtigen Heeresgebietes gerichtlich belangt, während ein anderer Kommandeur des Rückwärtigen Heeresgebietes Süd, Karl von Roques, welchen Friderici zeitweise vertreten hatte, zu 20 Jahren Haft verurteilt wurde. Nach seiner Entlassung aus der Kriegsgefangenschaft zog er zu seiner aus Prag geflohenen Familie nach Eschenlohe in Bayern. Im Jahr 1948 wurde er hingegen kurzzeitig Mitarbeiter der deutschen Abteilung der kriegsgeschichtlichen Forschungsgruppe der US Army, der so genannten „Historical Division“, unter der Leitung von Franz Halder, welche für die Amerikaner die Arbeit der Wehrmacht erforschte. Friderici verfasste dabei nur die 64-seitige Studie Sicherung des rückwärtigen Operationsgebietes der Heeresgruppe Süd. In der Studie ging es um die vorgefundenen Gegebenheiten, die Kampfweise der Partisanen und die deutsche Partisanenbekämpfungsstrategie. In Fridericis Text tauchten weder Namen noch Bewertungen auf, vermutlich um niemanden zu belasten. Die Studie blieb oberflächlich mit dem Charakter einer taktischen Anweisung zur Partisanenbekämpfung. Bis seine Pensionsansprüche geklärt waren, verdiente er Geld durch das Bemalen von Holzpuppen. Später arbeitete er für ein Versicherungsunternehmen.

## Auszeichnungen
- Eisernes Kreuz (1914) II. und I. Klasse[2]
- Verwundetenabzeichen (1918) in Schwarz[2]
- Ritterkreuz des Militär-St. Heinrichs-Ordens[2]
- Ritterkreuz I. Klasse des Albrechts-Ordens mit Schwertern[2]
- Ritterkreuz II. Klasse des Ordens vom Zähringer Löwen mit Schwertern[2]
- Hanseatenkreuz Hamburg[2]
- Kriegsverdienstkreuz (1939) II. und I. Klasse mit Schwertern
- Deutsches Kreuz in Silber am 23. März 1945[3]